# Anthémis des champs
Anthemis arvensis
Espèce
Classification phylogénétique
L'Anthémis des champs est une espèce de plantes herbacées annuelle de la famille des Astéracées.
Autres noms communs : Camomille sauvage, fausse camomille.

## Liste des sous-espèces et variétés
Selon NCBI (30 avril 2014) :
- sous-espèce Anthemis arvensis subsp. incrassata
- sous-espèce Anthemis arvensis subsp. sphacelata

Selon The Plant List (30 avril 2014) :
- sous-espèce Anthemis arvensis subsp. cyllenea (Halácsy) R.Fern.
- sous-espèce Anthemis arvensis subsp. incrassata (Loisel.) Nyman
- sous-espèce Anthemis arvensis subsp. sphacelata (C.Presl) R.Fern.

Selon Tropicos (30 avril 2014) (Attention liste brute contenant possiblement des synonymes) :
- sous-espèce Anthemis arvensis subsp. arvensis
- sous-espèce Anthemis arvensis subsp. incrassata (Loisel.) Nyman
- sous-espèce Anthemis arvensis subsp. sphacelata (C. Presl) R. Fern.
- variété Anthemis arvensis var. agrestis (Wallr.) DC.
- variété Anthemis arvensis var. arvensis

## Description

### Caractéristiques
- Organes reproducteurs
  - Couleur dominante des fleurs : blanc, jaune
  - Période de floraison : juillet-octobre
  - Inflorescence : corymbe de capitules
  - Sexualité : gynomonoïque
  - Ordre de maturation : protandre
  - Pollinisation : entomogame, autogame
- Graine
  - Fruit : akène
  - Dissémination : barochore
- Habitat et répartition
  - Habitat type : cultures sur sols acides
  - Aire de répartition : eurasiatique

Données d'après : Julve, Ph., 1998 ff. - Baseflor. Index botanique, écologique et chorologique de la flore de France. Version : 23 avril 2004.